# Vučić
Vučić (cyr. Вучић) – wieś w Serbii, w okręgu szumadijskim, w gminie Rača. W 2011 roku liczyła 836 mieszkańców.